# Равелинные ворота
Равелинные ворота — городские ворота, одни из четырёх сохранившихся крепостных ворот Аннинских укреплений города Выборга. Возведённое в середине XVIII века в стиле русского классицизма в качестве части оборонительного комплекса Выборгской крепости сооружение включено в перечень памятников архитектуры.

## История
В течение 1730-х — 1750-х годов для защиты Выборга с северо-западной стороны по проекту генерала А. С. Кулона была возведена крепость Короно-Санкт-Анны, охватившая полукольцом побережье напротив Выборгского замка. Крепость, напоминавшая в плане корону, включала в себя три «зубца» — равелина треугольной формы перед крепостным рвом между бастионами. 
Через второй равелин была проложена Фридрихсгамская дорога, по которой осуществлялось всё движение из города на запад. Дорога начиналась от Фридрихсгамских ворот в куртине между вторым и третьим бастионами, затем по насыпи через ров пешеходы и повозки попадали на равелин, прорезанный аналогичными воротами, от которых через ров на гласис перекинут деревянный мост. Таким образом, до второй половины XIX века путь в город был надёжно прикрыт оборонительными сооружениями с двойными воротами: внутренними Фридрихсгамскими и внешними — Равелинными. После того как в 1865 году через устаревшие укрепления была проложена широкая шоссейная дорога (теперь это Островная улица), старая дорога через ворота стала пешеходной (нынешнее название — Петровская улица). Двойные ворота до сих пор используются по прямому назначению, в отличие от Вторых Фридрихсгамских ворот (между третьим и четвёртым бастионами) и сортии во втором бастионе. 
Арочный проезд Равелинных ворот, замощённый брусчаткой, с обеих сторон оформлен в стиле русского классицизма в виде портика с пилястрами и антаблементом. На братской могиле на гласисе перед воротами установлен обелиск — памятник русским воинам, погибшим при осаде Выборга в 1710 году.

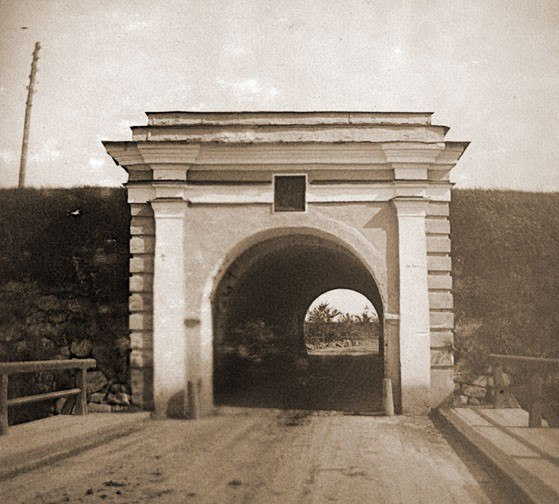
Равелинные ворота в 1890-е гг.
Дорога через равелин со стороны Фридрихсгамских ворот